# Nurse Marjorie
Nurse Marjorie è un film del 1920, diretto da William Desmond Taylor, basato su un lavoro teatrale di Israel Zangwill: sulle scene di Broadway il personaggio di Marjorie era interpretato da Eleanor Robson Belmont. La pellicola è conservata presso la Biblioteca del Congresso di Washington.

## Trama
Le opposizioni dicotomiche sembrano essere alla base della vita di Marjorie Killonan e del suo entourage: innanzitutto è figlia di un matrimonio in certo senso "misto", poiché suo padre Anthony, duca del Donegal, è irlandese, mentre sua madre, la duchessa, è inglese, il che non manca di provocare contrasti fra i due genitori, così come fra i parenti in genere.
In secondo luogo, Marjorie, da tempo infermiera volontaria in un'istituzione dedicata ai poveri, ha deciso di entrare a far parte di una clinica che cura le persone abbienti, il che, paradossalmente, attira su di lei le critiche della madre. Marjorie è oggetto delle mire matrimoniali di Douglas Fitzrevor, parlamentare della Camera dei lord, sostenuto dalla madre di lei; ma è titubante, e promette al suo pretendente di dargli una risposta definitiva riguardo alla sua richiesta di matrimonio entro tre settimane.
Nemico politico di Douglas Fitzrevor, terza dicotomia, è il laburista John Danbury, della Camera dei comuni, figlio dell'armatore Andrew, i cui operai stanno entrando in sciopero. John è all'ospedale per un intervento volto ad eliminare il suo strabismo, ed è il primo paziente di Marjorie (il secondo è Dick Allen, della stanza accanto, un ricco bambino orfano), e non, come gli era stato detto in precedenza, dell'infermiera Thompson, la più professionalmente brillante dell'intero staff paramedico, ma certo non avvenente come Marjorie. Quando vengono tolte le bende dagli occhi di John, egli vede Marjorie e se ne innamora, al punto da non voler più lasciare la clinica, colpito ed ingelosito dall'amorevolezza con cui l'infermiera si dedica a Dick, che egli (non avendolo mai visto) crede essere suo rivale in amore, mentre il piccolo è solo in cerca di una figura materna.
John è guarito, e la sua presenza nella vita attiva, ossia la sua dimissione dall'ospedale, viene richiesta sia dal padre, che intende usufruirne per intavolare trattative cogli operai, che dal partito, che risente la sua mancanza in parlamento (a tutto vantaggio di Lord Douglas). Rendendosi conto della situazione Marjorie vuole indurre John a lasciare l'ospedale in modo che possa ottemperare ai propri doveri, e decide di fingere di essere un'umile popolana, la figlia di Biddy O'Mulligan e signora (uno è irlandese e l'altra inglese), titolari di una friggitoria di pesce rivolta alle classi inferiori, convinta che questa commistione con la povera gente possa allontanare John, pur sempre un noto uomo politico, dalla clinica. Il piano di Marjorie riesce: non tanto per gli addentellati sociali, quanto per il fatto che John, mentre Marjorie si ritira, si vede affidato alla non piacente infermiera Thompson.
Ma l'amore pare essere più forte delle differenze di classe. John si presenta, anche acclamato (era detto "l'amico del popolo") alla friggitoria degli O'Mulligan, dove Marjorie gli aveva dato appuntamento, insieme casualmente a Lord Douglas (le tre settimane erano scadute), che nell'occasione dichiara di non volersi unire ad una donna che frequentava tali postriboli (quand'anche lei l'avesse mai richiesto), ed insieme anche ai genitori di John, che accusano Marjorie, ritenuta una volgare popolana, di aver traviato il figlio. Più o meno forte delle differenze di classe… dipende: a tu per tu Marjorie, a sua volta invaghitasi dell'uomo, rivela a John la sua vera identità, ed è allora John che si ritira, ritenendo disdicevole l'unione di un capopopolo come lui con un'aristocratica. Marjorie gli consiglia allora di farsi curare, dopo quello fisico, il suo "strabismo morale"; e i due si lasciano.
Durante un comizio rivolto agli operai del cantiere, John viene ferito da un colpo di pistola esploso da un operaio. Marjorie si reca a casa di John, per accudirlo, con i genitori, ora resi edotti delle inclinazioni sentimentali della figlia. I genitori di John apprendono solo ora la realtà dei rapporti sociali sottostanti all'intero affare. E, non c'è bisogno di dirlo, il loro atteggiamento cambia. John e Marjorie, che intanto ha adottato Dick, alla fine, si uniscono in buona pace. Stando all'affermazione del padre di Marjorie: "L'amico del popolo insieme alla nobile che ha fatto tanto per il popolo".

## Produzione

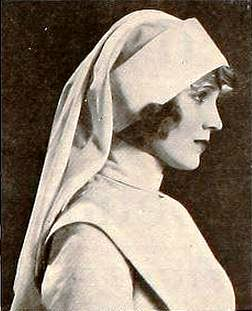
Mary Miles Minter come appare nel film